# Maple Leaf
| Maple Leaf          | Maple Leaf                                  |
| ------------------- | ------------------------------------------- |
| Metall:             | 99,99 % Au 99,99 % Ag 99,95 % Pt 99,95 % Pd |
| Rand:               | geriffelt                                   |
| Prägejahre:         | 1979 bis heute (Au) 1988 bis heute (Ag)     |
| Vorderseite         |                                             |
| Motiv:              | Elisabeth II., Charles III                  |
| Datum des Entwurfs: | 1979                                        |
| Rückseite           |                                             |
| Motiv:              | Zucker-Ahorn-Blatt                          |

Der Maple Leaf ist eine kanadische Anlagemünze. Der Name rührt vom englischsprachigen Begriff für das charakteristische Blatt des Zucker-Ahorns auf der Münzrückseite her, das auch zentrales Element der Flagge Kanadas ist. Die Münzserie startete 1979 mit einer Feinunze in Gold, inzwischen wird sie auch in anderen Stückelungen und in Silber, Platin sowie Palladium geprägt.

## Kursgültigkeit und Steuern
Die Maple-Leaf-Münzen sind gesetzliche Zahlungsmittel in Kanada. Ihr Nennwert reicht von 0,50 CAD bis zu 1.000.000 CAD, ihr Feingewicht von 1 Gramm bis zu 100 kg. Der nominelle Wert liegt damit jeweils deutlich unter dem Materialwert.
Zur Umsatzbesteuerung des Maple Leaf, der nach dem Krugerrand die wohl verbreitetste Bullionmünze der Welt ist, siehe der Hauptartikel Anlagemünze#Besteuerung.

## Gold Maple Leaf

### Standardstückelungen
Der Gold Maple Leaf wird in verschiedenen Stückelungen mit Feingewichten von 1 Gramm sowie 1⁄20 bis 1 Unze ausgegeben. Einmalig wurde 1994 eine Stückelung von 1⁄15 Unze geprägt.
Prägestätte ist die Royal Canadian Mint. In den ersten drei Prägejahren besaß der Maple Leaf einen Feingehalt von 999 Tausendsteln Gold. Ab 1982 wurde der Feingehalt auf 999,9 Tausendstel (auch four nine fine genannt) gesteigert. 2007 erschien erstmals eine Spezialedition (Auflage 30.848) mit einer Feinheit von 999,99 Tausendsteln und drei Ahornblättern statt einem als Motiv. 2008 und 2009 wurden noch weitere Sondereditionen in dieser five nine Reinheit herausgebracht.
Seit 2013 trägt die 1-oz-Variante ein zusätzliches, per Laser-Verfahren angebrachtes, optisches Sicherheitsmerkmal. Auf der Rückseite befindet sich rechts neben dem Stiel des Ahornblattes ein zweites, sehr viel kleineres Ahornblatt, das in sich die letzten beiden Ziffern des Ausgabejahres trägt. Hierbei handelt es sich jedoch ausschließlich um ein Sicherheitsmerkmal und nicht um ein Münzzeichen.
| Feingewicht | Durchmesser | Dicke   | Gewicht  | Nennwert | Prägejahre |
| ----------- | ----------- | ------- | -------- | -------- | ---------- |
| 1 Gramm     | ca. 8 mm    | –       | 1 g      | 0,50 CAD | ab 2014    |
| 1⁄20 Unze   | 14,00 mm    | 0,92 mm | 1,555 g  | 1 CAD    | ab 1993    |
| 1⁄15 Unze   | 15,00 mm    | –       | 2,073 g  | 2 CAD    | 1994       |
| 1⁄10 Unze   | 16,00 mm    | 1,13 mm | 3,110 g  | 5 CAD    | ab 1982    |
| 1⁄4 Unze    | 20,00 mm    | 1,78 mm | 7,776 g  | 10 CAD   | ab 1982    |
| 1⁄2 Unze    | 25,00 mm    | 2,23 mm | 15,552 g | 20 CAD   | ab 1986    |
| 1 Unze      | 30,00 mm    | 2,80 mm | 31,103 g | 50 CAD   | ab 1979    |

### Big Maple Leaf
Im Jahr 2007 wurde auch eine auf sechs Stück begrenzte Version mit einem Gewicht von 100 kg und einem Nennwert von 1 Million CAD produziert. Eine Münze ist in der Royal Canadian Mint geblieben. Im Jahr 2008 hatte jede dieser Münzen einen Sammlerwert von etwa zwei Millionen Euro. Eine davon, die zur Insolvenzmasse der Kärntner AvW Invest AG zählte, wurde am 25. Juni 2010 für 3,27 Millionen Euro vom spanischen Edelmetall-Handelshaus Oro Direct ersteigert. Eine weitere war im Besitz der auf der Vorderseite abgebildeten kanadischen Königin Elisabeth II., zwei in den Vereinigten Arabischen Emiraten und eine weitere Münze befand sich bis 2017 in Privatbesitz. Letztere war seit 2010 als Leihgabe im Bode-Museum in Berlin ausgestellt; in der Nacht auf den 27. März 2017 wurde sie gestohlen. Die zuständigen Ermittlungsbehörden gehen davon aus, dass die Münze zerteilt und die Teilstücke verkauft wurden.
Zusammen mit dem Red Kangaroo (1000 kg), der tschechischen „Hochgewichtsmünze“ im Nennwert von 100 Millionen Kronen (130 kg) und dem Big Phil (ca. 31 kg) gehört der Big Maple Leaf zu den vier größten Goldmünzen der Welt.

## Silber Maple Leaf
Seit 1988 wird der Maple Leaf auch in Silber ausgegeben, mit einem Gewicht von 1 Unze und einem Nennwert von 5 CAD. Im Jahre 1998 wurde unter dem Thema 10 Jahre Silber Maple Leaf eine Gedenkprägung von 10 Feinunzen im Nennwert von 50 CAD und einer Auflage von 13.500 Stück herausgegeben. Im Lieferumfang waren zudem eine schwarze Lederbox und ein silbernes Echtheitszertifikat enthalten. In den letzten Jahren wurden darüber hinaus einige Sonderausgaben beispielsweise mit farbigem Ahornblatt oder mit Hologramm geprägt. Zudem ist die heutige Münze so beschichtet, dass sie an der Luft nicht oxidiert.
| Feingewicht | Durchmesser | Dicke   | Gewicht  | Nennwert | Prägejahre |
| ----------- | ----------- | ------- | -------- | -------- | ---------- |
| 1 Unze      | 38,00 mm    | 3,15 mm | 31,103 g | 5 CAD    | ab 1988    |

## Platin Maple Leaf
Der Maple Leaf ist seit 1988 auch als Platinmünze erhältlich. Die reguläre Prägung des Platin Maple Leaf wurde 1999 eingestellt. Stückelung und Nennwerte entsprachen bis dahin dem Maple Leaf aus Gold.
2002 wurde eine Sonderausgabe mit Hologramm ausgegeben und seit 2009 wird die Größe einer vollen Unze wieder produziert. Platinmünzen sind in Deutschland (im Gegensatz zu Anlagegold) zum vollen Steuersatz umsatzsteuerpflichtig.
| Feingewicht | Durchmesser | Dicke   | Gewicht | Nennwert | Prägejahre           |
| ----------- | ----------- | ------- | ------- | -------- | -------------------- |
| 1⁄20 Unze   | 14,1 mm     | 0,92 mm | 1,56 g  | 1 CAD    | 1993–1999            |
| 1⁄15 Unze   | –           | –       | 2,07 g  | 2 CAD    | 1994                 |
| 1⁄10 Unze   | 16,0 mm     | 1,13 mm | 3,12 g  | 5 CAD    | 1988–1999            |
| 1⁄4 Unze    | 20,0 mm     | 1,78 mm | 7,79 g  | 10 CAD   | 1988–1999            |
| 1⁄2Unze     | 25,0 mm     | 2,23 mm | 15,57 g | 20 CAD   | 1988–1999            |
| 1 Unze      | 30,0 mm     | 2,87 mm | 31,13 g | 50 CAD   | 1988–1999, seit 2009 |

## Palladium Maple Leaf
Ab 2005 gibt es in geringer Auflage (2005: 40.000 Stück) auch einen Maple Leaf aus Palladium zum Nennwert von 50 CAD mit einem Feingewicht von 1 Unze.
Palladiummünzen sind in Deutschland zum vollen Steuersatz umsatzsteuerpflichtig.
| Feingewicht | Durchmesser | Dicke  | Gewicht  | Nennwert | Prägejahre |
| ----------- | ----------- | ------ | -------- | -------- | ---------- |
| 1 Unze      | 34,0 mm     | 3,6 mm | 31,130 g | 50 CAD   | ab 2005    |